# Allorhynchium quadrituberculatum
Allorhynchium quadrituberculatum är en stekelart som först beskrevs av Schulthess 1913.  Allorhynchium quadrituberculatum ingår i släktet Allorhynchium och familjen Eumenidae. Inga underarter finns listade i Catalogue of Life.